# 棉毛葶苈
棉毛葶苈（学名：Draba winterbottomii）为十字花科葶苈属下的一个种。

## 扩展阅读
- 維基物種上的相關：棉毛葶苈